# Parní mlýn

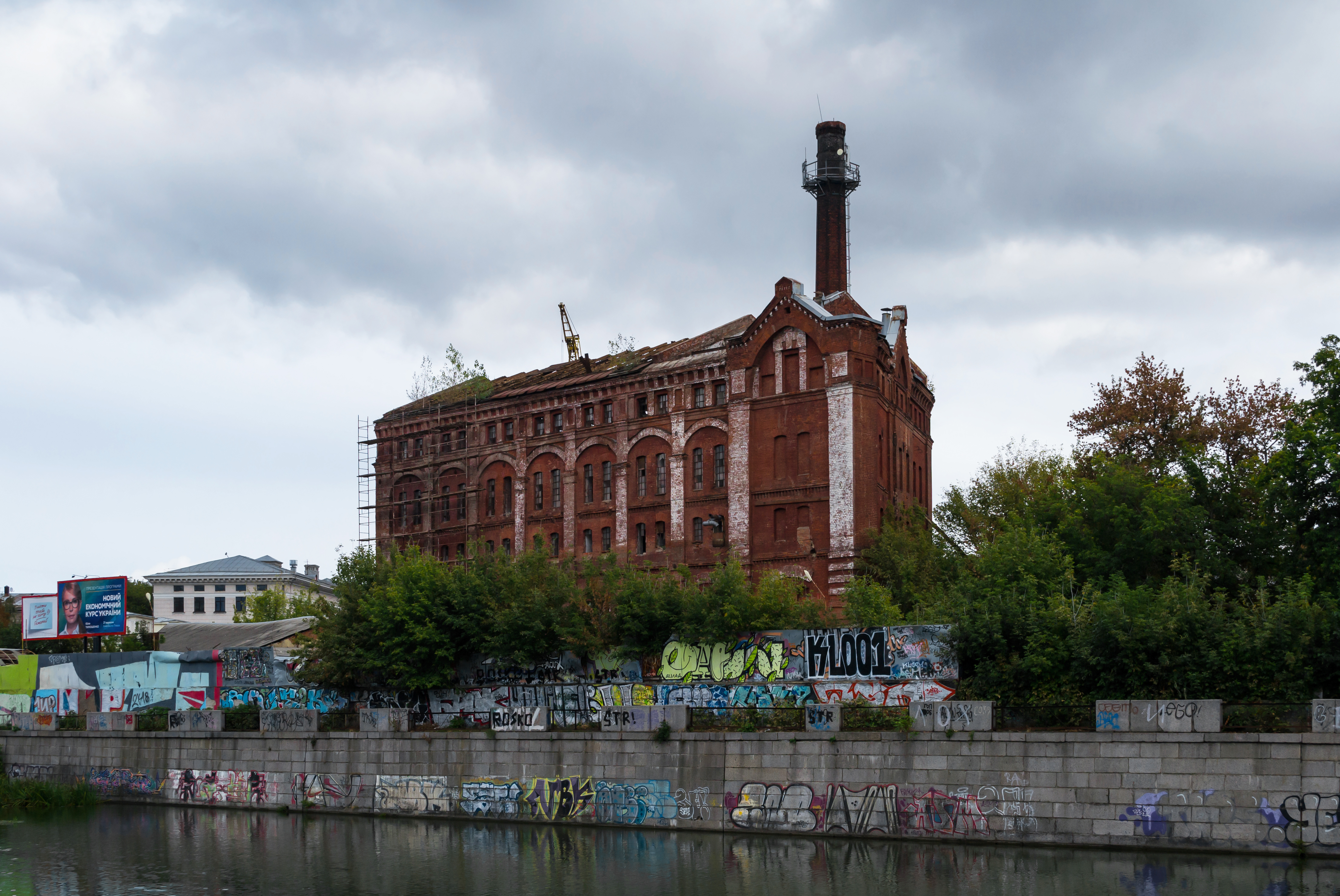
Odstavený parní mlýn, Charkov

Parní mlýn je mechanizovaný provoz sloužící k mletí obilnin, či jiných produktů, popřípadě kovových rud, poháněný parním strojem. Hlavní rozmach parních mlýnů nastal v dobách průmyslové revoluce začátkem 19. století, ve 20. století se od této technologie, jakožto od parního pohonu obecně, začalo upouštět.
Hlavními výhodami mlýna poháněného parním strojem oproti vodním nebo větrným mlýnům jsou především nezávislost na přítomnosti a stavu vody či příznivém větru, tehdy hlavních přírodních zdrojů energie, větší a stabilnější výkonnost stroje.

## Historie

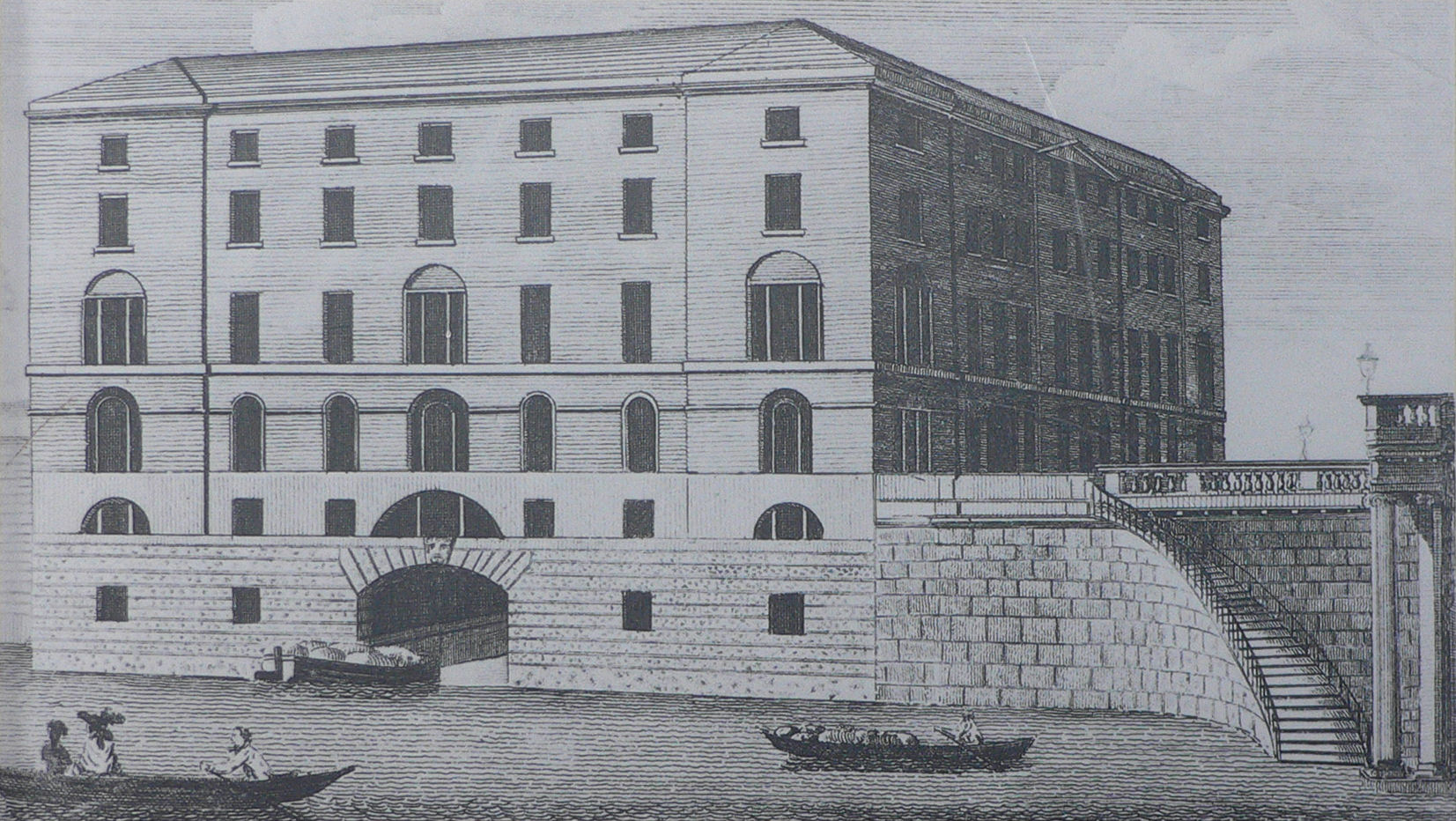
Albion Flour Mills, Londýn, 1790

První strojní jádra do parních mlýnů vyráběla již společnost Boulton & Watt, ve které figuroval vynálezce parního stroje James Watt. Do roku 1800 jich firma vyrobila přes 300, jejich výkon se pohyboval mezi 5 a 10 koňskými silami. V Londýně byl první parní mlýn Albion Flour Mill na mouku byl otevřen roku 1790, hned rok nato ovšem vyhořel. Pára se pak ve 2. polovině 19. století postupně v zemích v průmyslovém rozvoji stala hlavní pohonnou silou pro provoz mlýnů. Celá řada vodních či větrných mlýnů byla přestavována na parní provoz, nové parní mlýnské provozy byly schopny několikanásobně převýšit produkci surovin mletých s pomocí přírodních živlů, a často tak likvidovaly lokální konkurenci.

## V českých zemích
Technologie rychle uchytila i v Rakouském císařství, vůbec první mlýn v říši byl otevřen v Telči Jakubem Langem roku 1807, spolu s jeho textilní továrnou. Výstavbou, výrobou či konstrukcí zařízení se zabývaly například východočeské firmy Josefa Prokopa synové z Pardubic či Antonín Čerych z Josefova, pražské závody Kolben a Daněk, Ringhofferova strojírna a kotlárna a řada dalších menších výrobců.
- Sovovy mlýny, Praha-Kampa (přestavba z vodního mlýna)
- Akciové parní mlýny, Praha-Holešovice, 1911
- Mlýny Odkolek, Praha-Vysočany
- Mlýn Samuely & Wechsberg, 1886, Ostrava
- Hýrův/Halbmayerův mlýn, rok, Prokopova ul., Plzeň (demolice 2000)
- Passingerův mlýn, 1880 (přestavba z vodního mlýna), Olomouc
- Plzeňka (Štěpánský parní mlýn), Praha-Smíchov
- Zátkův mlýn, Březí u Boršova nad Vltavou

Ve 2. čtvrtině 20. století začal parní mlýnský pohon zaostávat, především pro nutnost přísunu velkého množství paliva (nejčastěji uhlí) a začal být nahrazován vybavením mlýna elektromotorem. 

## V kultuře
Ve hře Němý Bobeš Divadla Járy Cimrmana je skloňován název fiktivní firmy Hurych a synové, parní mlýny z Tanvaldu.

### Galerie

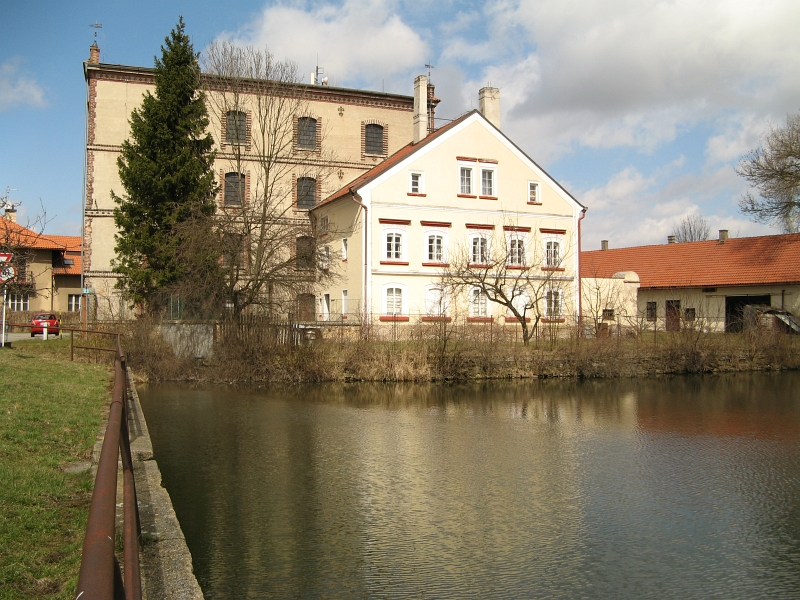
Parní mlýn v Úhonicích
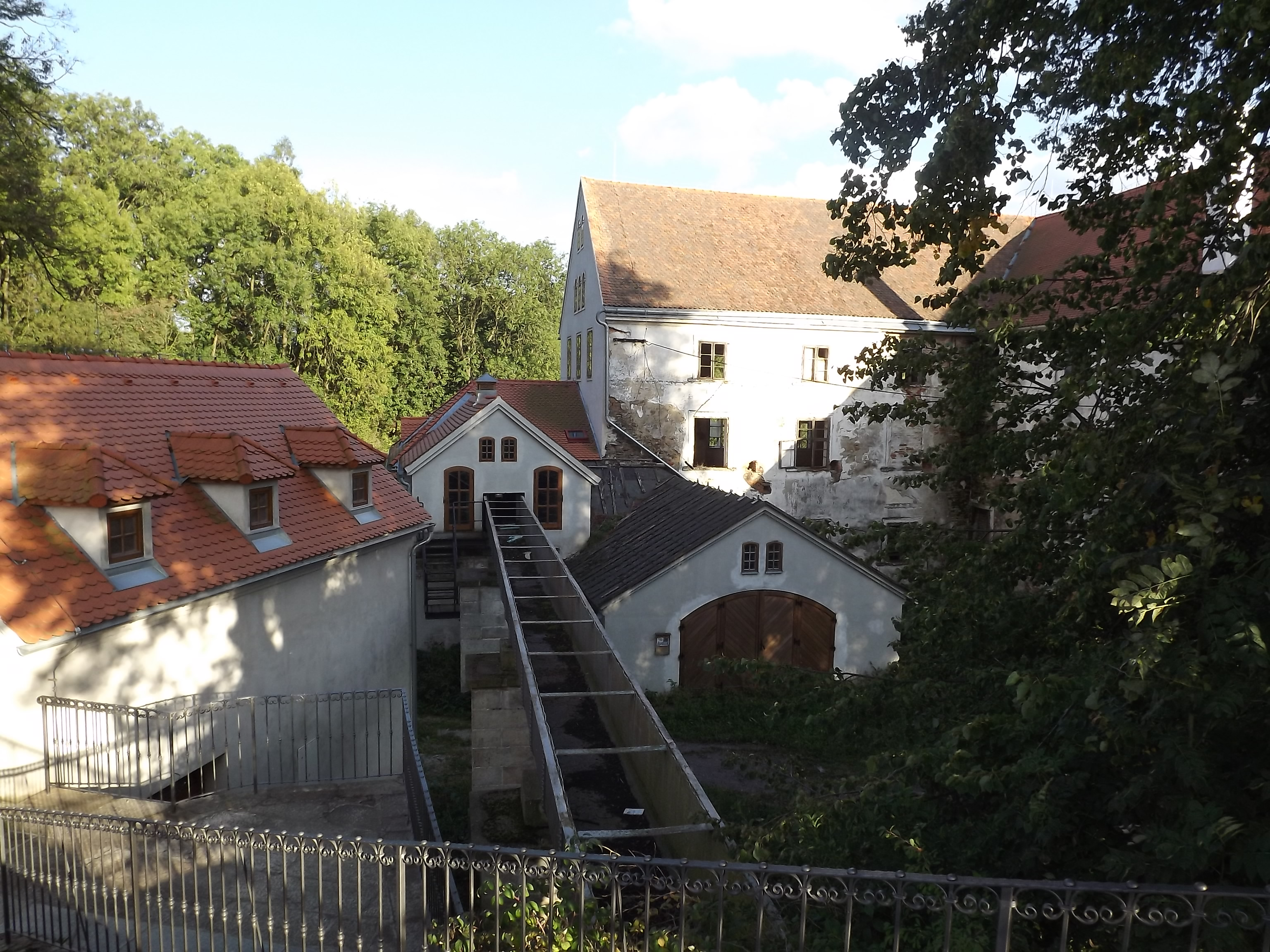
Parní mlýn v Telči
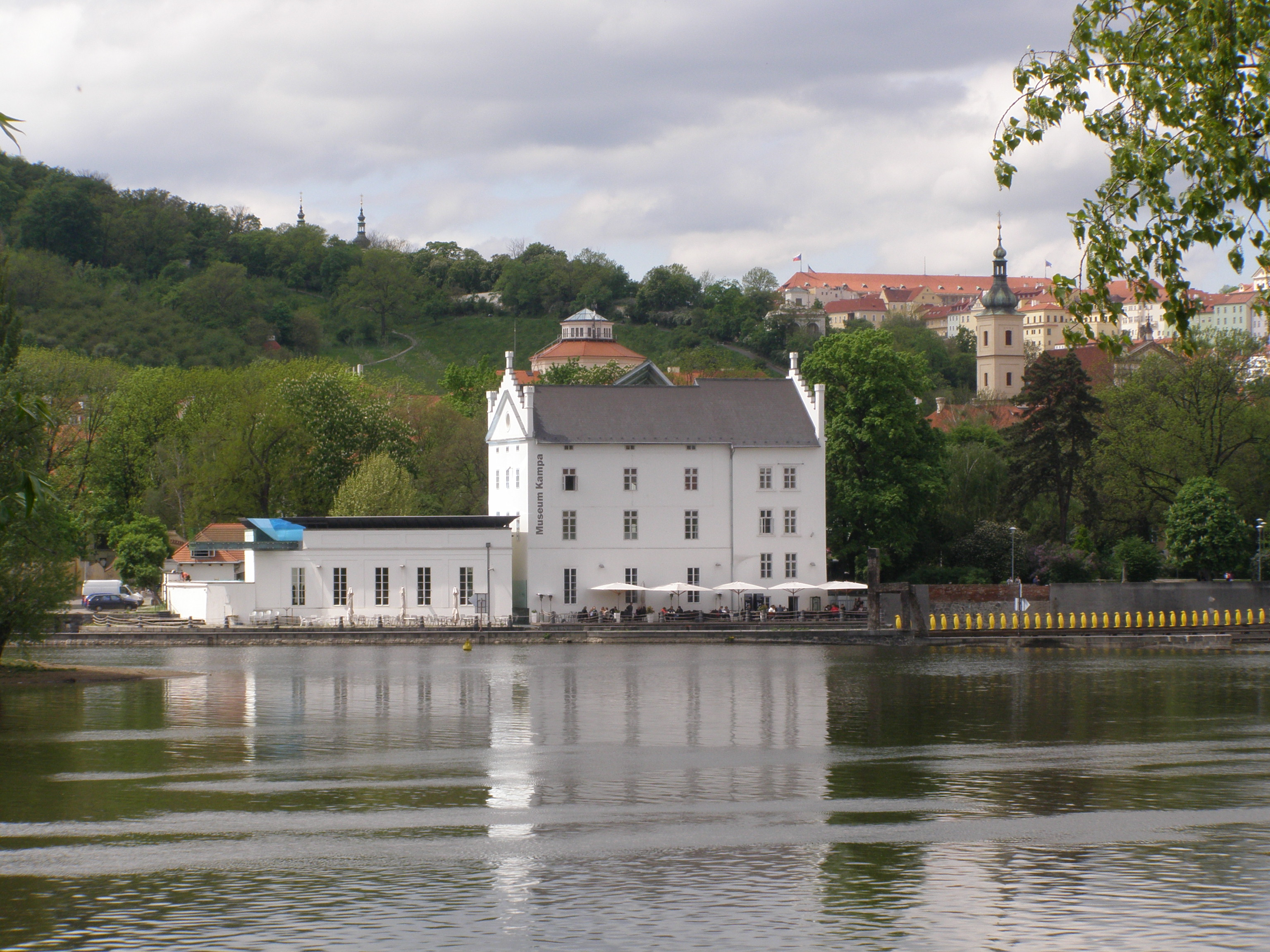
Sovovy mlýny v Praze (dnes Muzeum Kampa)
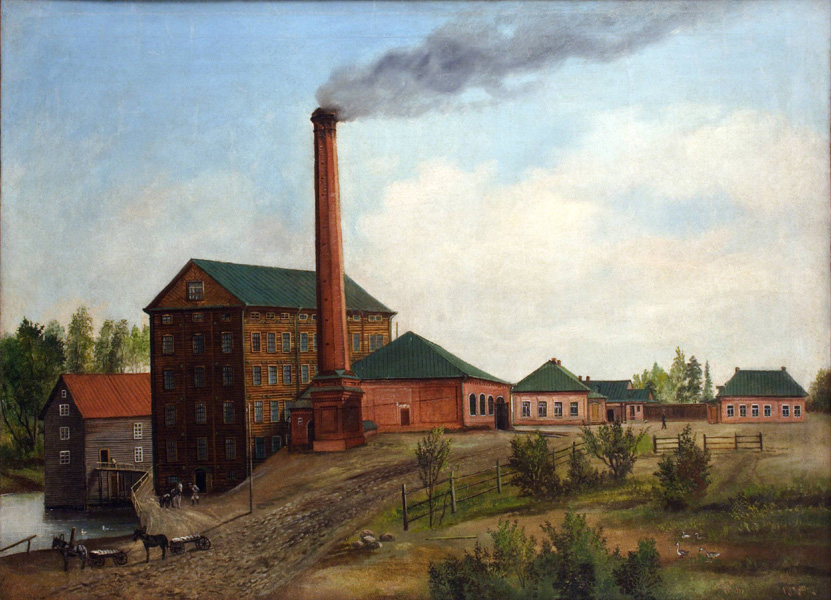
Malba parního mlýna v Jaroslavli, Rusko